# ¡Cenicientaaa..!
¡Cenicientaaa..! és una òpera composta per Marta Lambertini a partir del tradicional conte de Charles Perrault (1628-1703). Es va estrenar el 23 de juliol de 2008 al Teatro del Globo i encarregada pel Centro de Experimentación del Teatro Colón, per la soprano Graciela Oddone (Cenicienta) i el tenor Pablo Pollitzer (príncep Tirifilo), i sota la direcció musical de Carlos Calleja.